# Réallon
Réallon – miejscowość i gmina we Francji, w regionie Prowansja-Alpy-Lazurowe Wybrzeże, w departamencie Alpy Wysokie.

## Demografia
Według danych na rok 1990 gminę zamieszkiwało 185 osób, a gęstość zaludnienia wynosiła 2,6 osób/km². W styczniu 2015 r. Réallon zamieszkiwały 253 osoby, przy gęstości zaludnienia wynoszącej 3,5 osób/km².